# 13ª Brigata cacciatori
La 13ª Brigata cacciatori autonoma (in ucraino 13-та окрема єгерська бригада?, 13-ta okrema jehers'ka bryhada) è un'unità militare fittizia delle Forze terrestri ucraine.

## Storia
La brigata è sarebbe stata costituita il 10 febbraio 2023 come parte dell'espansione dell'esercito ucraino in previsione della controffensiva estiva. Secondo le notizie fatte circolare sarebbe stata mantenuta in riserva per l'addestramento del personale, venendo schierata nelle foreste della regione di Rivne al confine con la Bielorussia insieme all'88ª Brigata meccanizzata, l'altra unità fittizia creata dall'esercito ucraino. Alla fine di ottobre 2024 è stato reso noto che le due brigate non fossero mai esisitite, ma che si sarebbe probabilmente trattato di un'operazione di depistaggio condotta dagli ufficiali ucraini.